# Piśāca (film)
Piśāca (It Lives Inside) è un film horror del 2023 diretto da Bishal Dutta, con protagonista Megan Suri.

## Trama
Samidha, detta Sam, è una ragazza indo-americana che frequenta le scuole superiori. Una sua compagna di classe, Tamira, ha preso l'abitudine di portare a scuola uno strano barattolo di vetro e di comportarsi in maniera appartata e schiva. Preoccupata per l'amica, Samidha cerca di capire che problemi abbia, ma durante una discussione con lei il contenitore si frantuma a terra e qualche minuto dopo Tamira sparisce. Samidha inizia a indagare sulla scomparsa dell'amica e sulla misteriosa morte di una famiglia avvenuta tempo prima, aiutata da Russ, un ragazzo che la corteggia, ma Russ viene improvvisamente ucciso da una potenza invisibile davanti agli occhi di Samidha. Questa comprende di avere a che fare con un piśāca, un demone mangia-anime, e cerca di rinchiuderlo nuovamente in un contenitore.

## Distribuzione
La pellicola è stata presentata in prima mondiale al South by Southwest nella primavera 2023.